# Tukan (Sternbild)
Der Tukan (lateinisch Tucana) ist ein Sternbild des Südhimmels.

## Beschreibung
Der Tukan ist ein wenig markantes Sternbild südlich des Kranichs. Nur einer seiner Sterne ist heller als die 3. Größenklasse.
Im Südosten stehen die auffällige Kleine Magellansche Wolke, eine kleinere Begleitgalaxie unserer Milchstraße, sowie der Kugelsternhaufen 47 Tucanae.

## Geschichte
Der Tukan gehört zu den Sternbildern, die Ende des 16. Jahrhunderts von den niederländischen Seefahrern Pieter Dirkszoon Keyser und Frederick de Houtman eingeführt wurden. Er soll einen exotischen Vogel darstellen. Johann Bayer übernahm das Sternbild in seinen 1603 erschienenen Himmelsatlas Uranometria.

## Himmelsobjekte

### Sterne
| B  | F | Namen o. andere Bezeichnungen | m    | Lj  | Spektralklasse |
| -- | - | ----------------------------- | ---- | --- | -------------- |
| α  |   | Alpha Tucanae                 | 2,82 | 200 | K3 III         |
| γ  |   |                               | 3,99 | 72  | F1 III         |
| ζ  |   |                               | 4,23 | 28  | F9 V           |
| κ  |   |                               | 4,25 | 67  | F6 IV          |
| β1 |   |                               | 4,36 | 140 | B9 V           |
| ε  |   |                               | 4,49 | 375 | B9 IV          |
| δ  |   |                               | 4,51 | 267 | B8 V           |
| β2 |   |                               | 4,53 | 172 | A2 V           |
| ν  |   |                               | 4,91 | 273 | M4 III         |
| η  |   |                               | 5,00 | 159 | A1 V           |
| β3 |   |                               | 5,07 | 152 | A0 V           |
|    |   | HR 8531                       | 5,31 | 67  | F9 V           |
| ι  |   |                               | 5,36 | 279 | G5 III         |
| ρ  |   |                               | 5,38 | 133 | F6 V           |
| λ2 |   |                               | 5,45 | 210 | G7 III         |
| π  |   |                               | 5,50 | 306 | B9 V           |
| λ2 |   |                               | 6,67 |     |                |

α Tucanae ist ein 200 Lichtjahre entfernter, orangefarbener Stern der Spektralklasse K3 III. Es handelt sich eigentlich um ein enges Doppelsternsystem, das jedoch mit optischen Teleskopen nicht getrennt werden kann. Die Existenz des Begleiters, der den Hauptstern in 11,5 Jahren umkreist, konnte nur durch die exakte Messung der Eigenbewegung nachgewiesen werden.

### Doppelsterne
| System | m                  | Abstand |
| ------ | ------------------ | ------- |
| β      | 4,36 / 4,53 / 5,07 | 27"/9’  |
| λ      | 5,45 / 6,67        | 13,8"   |

Der zweithellste Stern, β Beta Tucanae, erscheint am Himmel als Stern der Größe 3,7m. Es handelt sich tatsächlich um ein Mehrfachsternsystem in 140 Lichtjahren Entfernung, das aus sechs Sternen besteht. Die drei hellsten tragen die Bezeichnungen β1, β2 und β3. β1 und β2 werden auch als Beta Tucanae A und Beta Tucanae C bezeichnet. Ihr Winkelabstand am Himmel beträgt 27 Bogenminuten, was einem tatsächlichen Abstand von 1.100 Astronomischen Einheiten (AU) entspricht. β1 besitzt einen nur 13,5 m hellen Begleiter, Beta Tucanae B, in 2,4 Bogensekunden Abstand. Der Begleiter von β2, Beta Tucanae D, ist ein Stern 6. Größe in einem Abstand von 0,38 Bogensekunden.
β3 hat von β1 und β2 einen Abstand von 9 Bogenminuten, was 0,37 Lichtjahren entspricht. Das System besteht aus zwei Sternen der Größen 5,8 und 6,0m. Da sie nur 0,1 Bogensekunden auseinanderstehen, können sie mit dem Teleskop nicht getrennt werden. Es ist nicht sicher, ob β3 aufgrund des großen Abstandes tatsächlich gravitativ mit den restlichen Sternen verbunden ist. Dafür spricht, dass alle Sterne die gleiche Eigenbewegung aufweisen.
λ Tucanae ist ein Doppelsternsystem in 210 Lichtjahren Entfernung. Die beiden Komponenten gehören den Spektralklassen F7 IV und K2 III an. Aufgrund ihres relativ weiten Winkelabstandes können sie bereits mit einem kleinen Teleskop in Einzelsterne aufgelöst werden.

### Veränderliche Sterne
| Stern | m               | Periode               | Typ                           |
| ----- | --------------- | --------------------- | ----------------------------- |
| θ     | 6,06 bis 6,15   | 1,18 bis 1,45 Stunden | kurzperiodisch Veränderlicher |
| BZ    | 11,65 bis 12,35 | 127,5 Tage            | Ultra Long Period Cepheid     |

θ Tucanae ist ein 210 Lichtjahre entfernter veränderlicher Stern vom Typ Delta-Scuti. Seine Helligkeit ändert sich geringfügig über Zeiträume von 1,18 bis 1,45 Stunden.

### NGC-Objekte
| NGC | sonstige   | m    | Typ                 | Name                      |
| --- | ---------- | ---- | ------------------- | ------------------------- |
| 104 | 47 Tucanae | 4,0  | Kugelsternhaufen    |                           |
| 292 | SMC        | 5    | Galaxie             | Kleine Magellansche Wolke |
| 346 |            |      | Gasnebel            |                           |
| 371 |            |      | Offener Sternhaufen |                           |
| 362 |            | 6,8< | Kugelsternhaufen    |                           |

NGC 104, auch als 47 Tucanae bezeichnet, ist nach Omega Centauri der zweithellste Kugelsternhaufen am Nachthimmel. Er ist bereits mit bloßem Auge erkennbar und erreicht mit 20 Bogenminuten zwei Drittel des Vollmonddurchmessers. In einem mittleren Teleskop mit 15 cm Öffnung kann der Haufen vollständig in Einzelsterne aufgelöst werden. NGC 104 steht am Himmel in unmittelbarer Nähe der Kleinen Magellanschen Wolke, ist aber mit einer Entfernung von 14.000 Lichtjahren wesentlich näher.
Die Kleine Magellansche Wolke (englisch: Small Magellanic Cloud, SMC) ist ebenfalls ein auffälliges Objekt am Nachthimmel. Es handelt sich um eine kleinere Begleitgalaxie unserer Milchstraße in etwa 200.000 Lichtjahren Entfernung. In ihr befinden sich mehrere Sternhaufen und Nebel, die bereits mit kleineren Fernrohren beobachtet werden können, wie der Emissionsnebel NGC 346 oder die Sternansammlung NGC 371.
NGC 362 ist ein Kugelsternhaufen in 30.000 Lichtjahre Entfernung. Mit einem mittleren Teleskop kann der Randbereich in Einzelsterne aufgelöst werden.